# 偏顶蛤
偏顶蛤（学名：Modiolus modiolus），是贻贝目壳菜蛤科偏顶蛤属的一种。

## 分佈
主要分布于中国大陆，常栖息在潮间带下水深80米。